# Wisząca Skała

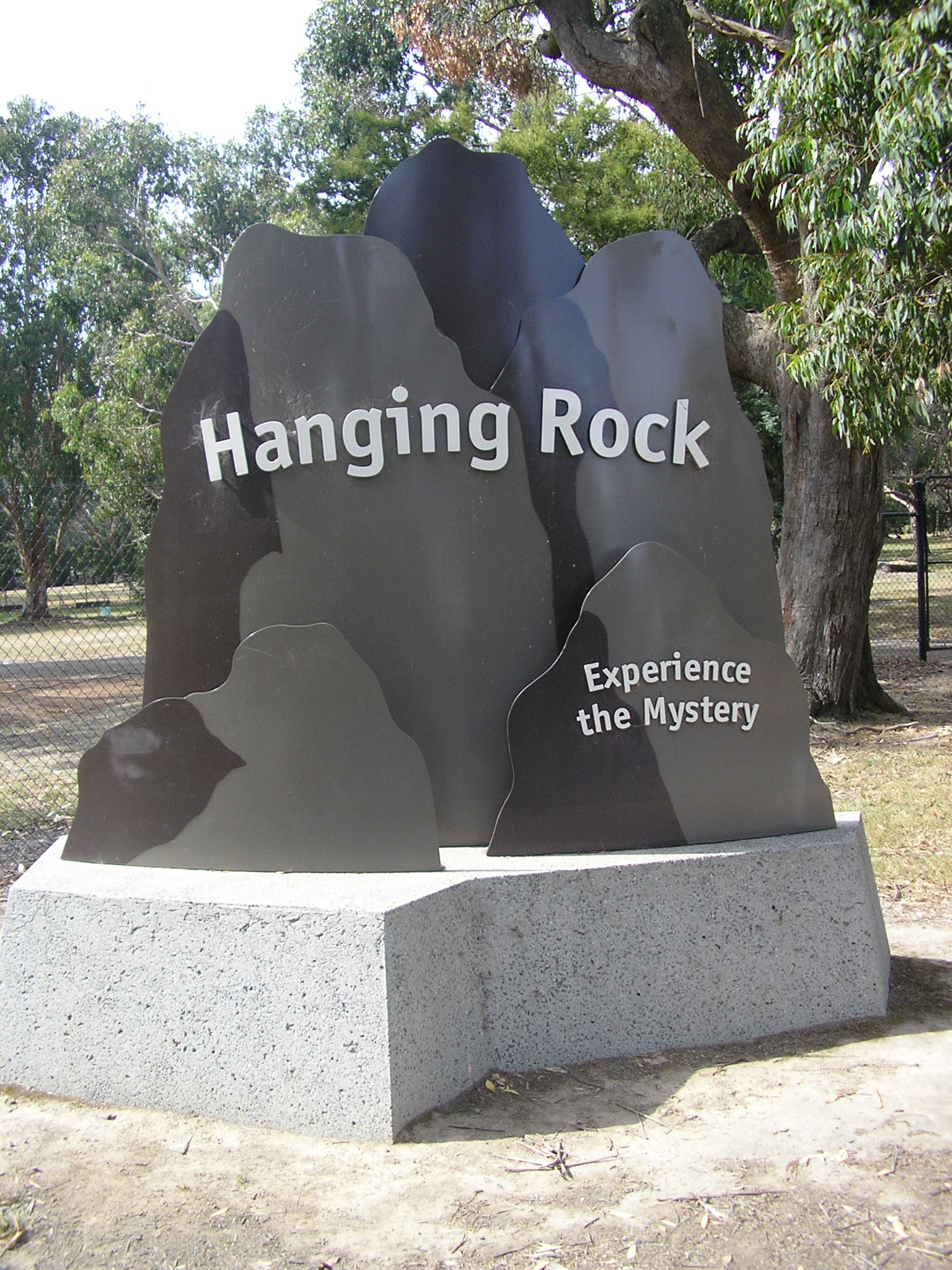
Wejście do Wiszącej Skały

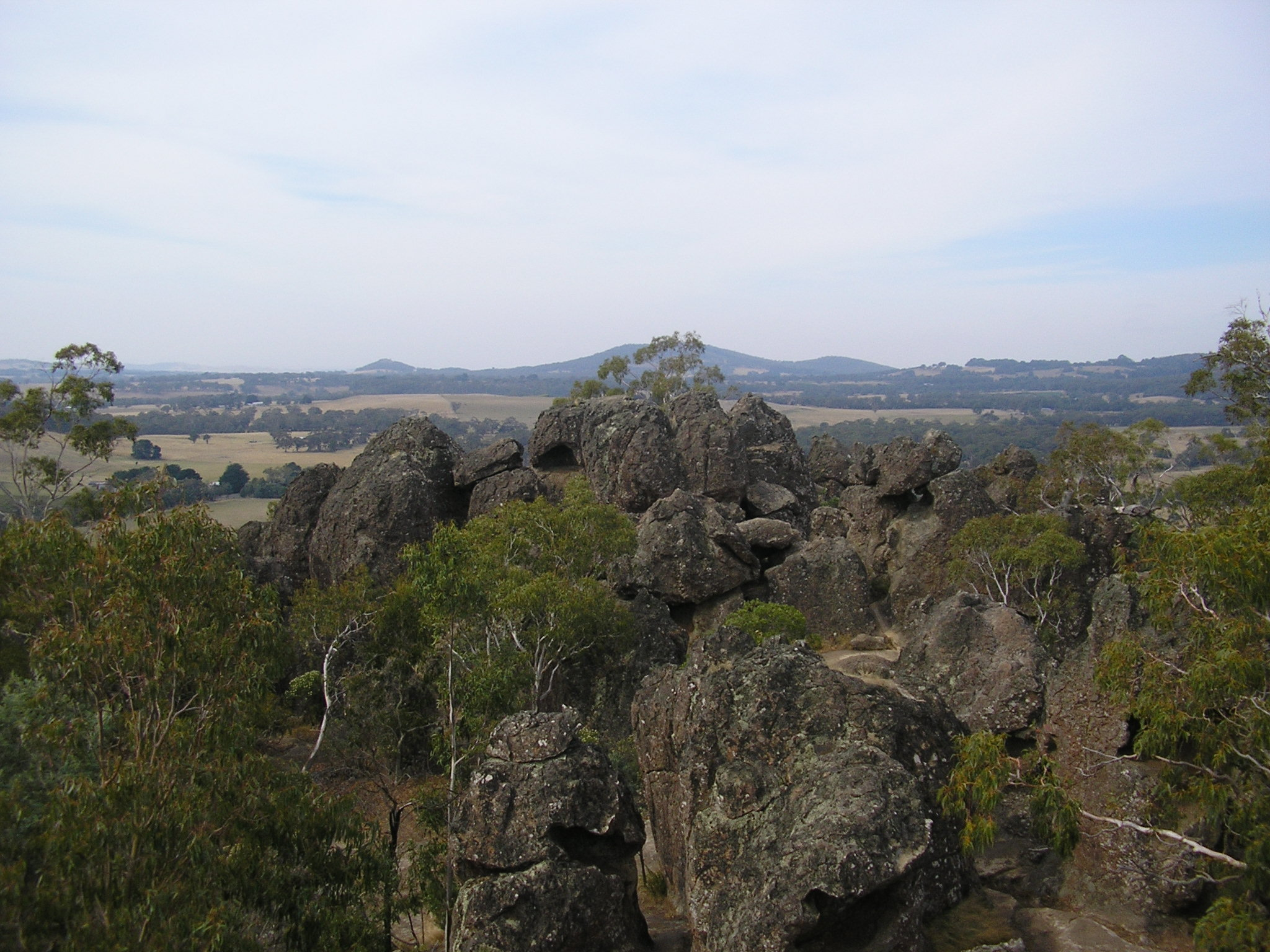
Formacje skalne na Wiszącej Skale

Wisząca Skała (ang. Hanging Rock, wcześniejsza nazwa: Mount Diogenes) – wulkaniczna formacja skalna w stanie Wiktoria w Australii, w pobliżu góry Mount Macedon (około 60 km na północny zachód od Melbourne). Skała położona jest w sąsiedztwie dwóch małych miejscowości: Newham oraz Hesket.
Wisząca Skała osiąga wysokość 718 m n.p.m. oraz 105 m wysokości względnej. Jest to popularna atrakcja turystyczna z parkingiem oraz małym muzeum. Możliwe jest również obozowanie w pobliżu skały.
Wisząca Skała jest główną areną wydarzeń opisanych w powieści Joan Lindsay Piknik pod Wiszącą Skałą oraz filmie będącym adaptacją powieści.